# Владо Ћетковић
Владимир Владо Ћетковић (Црнци, код Подгорице, 22. август 1911 — планина Врдово код Сиња, 20. октобар 1944) био је учесник Шпанског грађанског рата и Народноослободилачке борбе и народни херој Југославије.

## Биографија
Рођен је 22. август 1911. године у селу Црнци, код Подгорице. После завршене основне школе, пошао је из свог родног краја да тражи посао. Дошао је у Сомбор, где је 1930. године изучио електромеханичарски занат. После тога се запослио као механичар у руднику Трепча. Ту се упознао са тешким животом рудара и радника и прикључио се радничком покрету. Члан Комунистичке партије Југославије је од 1935. године.
Године 1935. спремао се да пође у Француску на полагање стручног испита. Али је убрзо ухапшен због организовања штрајка у руднику Трепча. Године 1936. одлучио је да пође у Шпанију, и помогне борбу шпанског народа. После неколико неуспешних покушаја, с туђим пасошима, успео је да се пребаци у Шпанију.
У Шпаније се истакао у борбама код Мадрида, у Горњем и Доњем Арагону и кроз читаву Каталонију. Имао је чин поручника Шпанске републиканске армије. Септембра 1938. године био је у тешко рањен у борбама током повлачења кроз Каталонију.
После пораза Шпанске републике, Владо је заједно с другим борцима Интернационалних бригада прешао у Француску, где је две и по године провео у концентрационим логорима.
Током 1941. године успео је да се са групом југословенских добровољаца пребаци у Југославију. По доласку у Југославију одмах се укључио у организовање устанка у Лици. После краћег времена, прешао је у Босанску крајину и као официр Оперативног штаба за Босанску крајину руководио акцијама крајишких партизана. Касније је поново враћен у Лику и постављен за команданта Групе НОП одреда за Лику.
У борбама око Коренице, јануара 1942. године, Владо је тешко рањен у ногу, која му је због тога остала краћа. Био је члан Главног штаба НОВ и ПО Хрватске, команадант Осме кордунашке дивизије, а касније и командант Осмог далматинског корпуса. Децембра 1943. године произведен је у чин потпуковника, а 1. септембра 1944. у чин генерал-мајора.
Погинуо је несрећним случајем, 20. октобра 1944. године, када је пет британских авиона, изнад планине Врдово код Сиња у Далмацији, напало грешком поштански авион НОВЈ, у коме се налазио.
Још за живота, 7. септембра 1944. године, одлуком Председништва АВНОЈ-а, одликован је Орденом партизанске звезде првог реда, а за народног хероја, постхумно је проглашен 13. августа 1945. године.